# 塞米奇群島

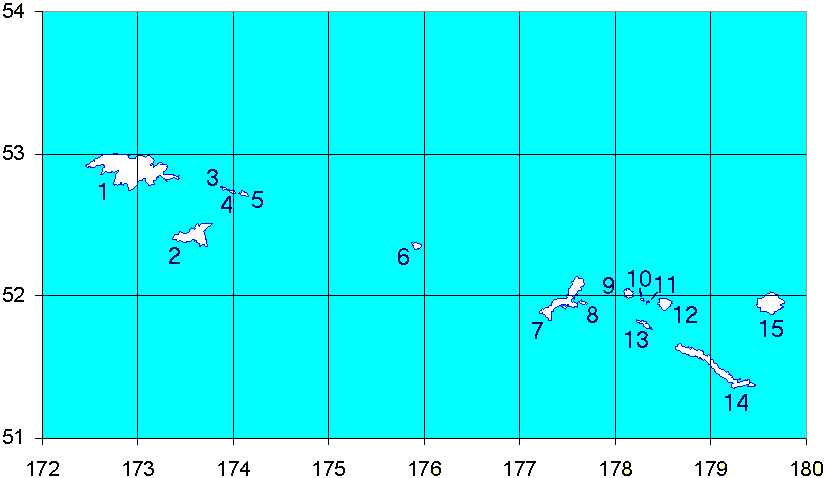

塞米奇群島是美國的群島，位於太平洋海域，屬於尼爾群島的一部分，由5座島嶼組成，行政方面由阿拉斯加州負責管轄，總土地面積26平方公里。
52°44′06″N 173°59′28″E / 52.73500°N 173.99111°E